# سمرا دينشر
سمرا دينشر (25 يوليو 1965 - 1 نوفمبر 2021)، هي ممثلة تركية.
ولدت عام 1965 في أنقرة. على الرغم من عدم حصولها على تعليم رسمي في التمثيل، بدأت حياتها المهنية في عام 1984 مع دور رائد في سلسلة مؤسسة الإذاعة والتلفزيون التركية TRT Köşe Dönücü. اشتهرت بدورها في مسلسل عودة مهند بدور هندا تكين أوغلو. عملت أيضًا كاتبة سيناريو في سبعة أفلام وظهرت في أكثر من 42 فيلمًا ومسلسلًا تلفزيونيًا.

## روابط خارجية
- سمرا دينشر في قاعدة بيانات الأفلام على الإنترنت
- سمرا دينشر على إنستغرام